# Wohnungsbaugenossenschaft „Aufbau“ Strausberg

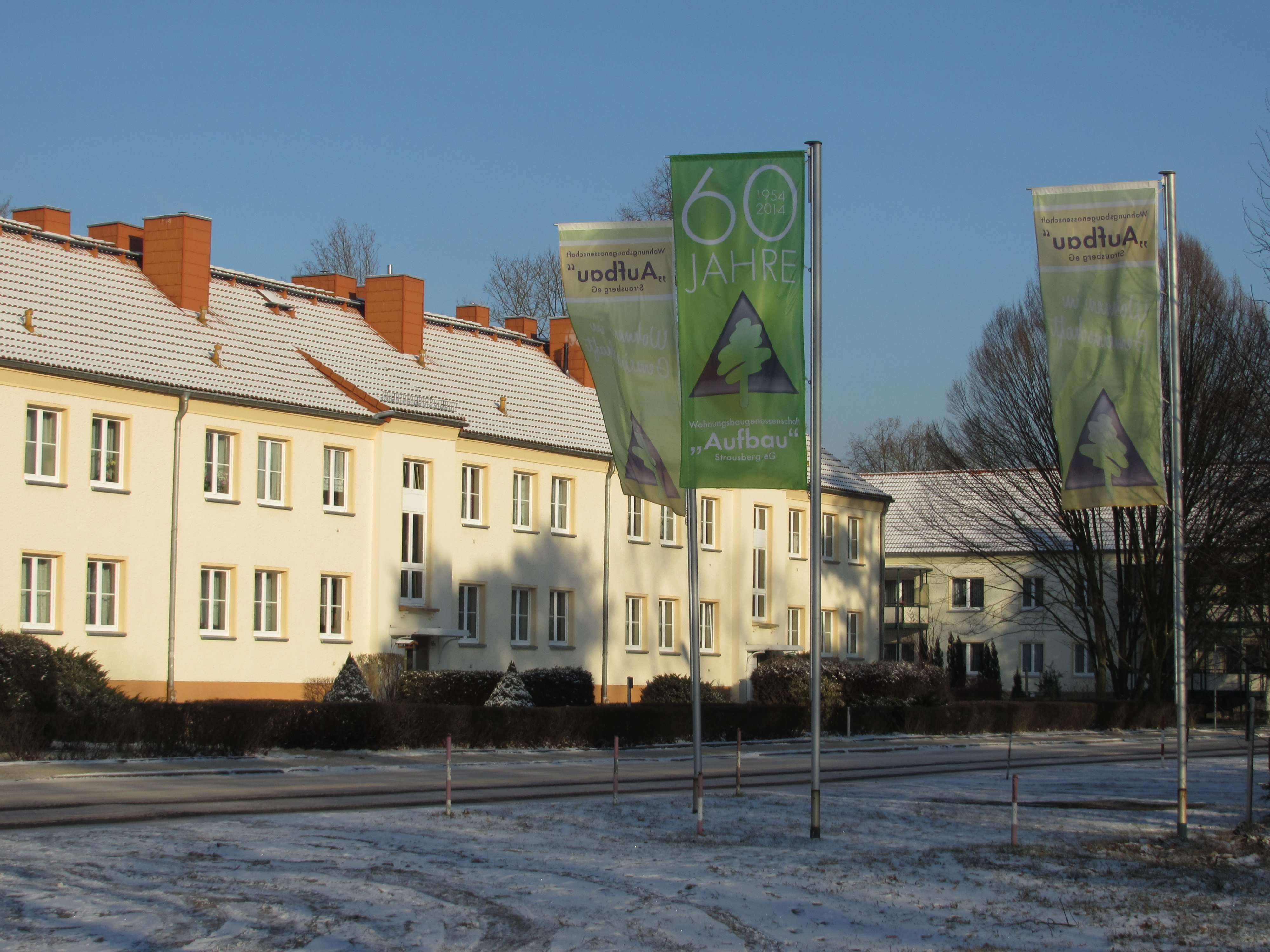
Erstes Mehrfamilienhaus im Wohngebiet Gustav-Kurtze-Promenade

Die Wohnungsbaugenossenschaft „Aufbau“ Strausberg eG ist ein deutsches Wohnungsunternehmen mit Sitz in Strausberg. Zu ihrem Bestand zählen 1458 Wohnungen (Stand: Dezember 2021) sowie Gewerbeeinheiten, Garagen, PKW-Stellplätze und Gärten. 2163 Personen sind Mitglied der Wohnungsbaugenossenschaft, die einer der größten Wohnungseigentümer der Stadt Strausberg ist.

## Einzelnachweise

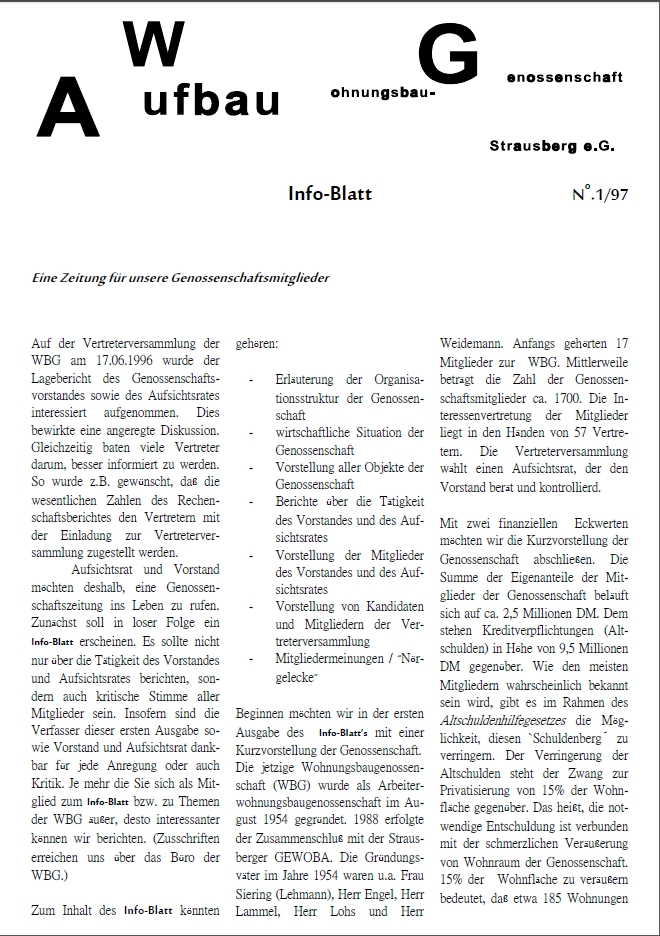
Erste Ausgabe der Mitgliederzeitung aus dem Jahr 1997

## Geschichte

### Gründung
Die Vorgeschichte der Genossenschaft ist mit dem „Beamtenwohnungsverein zu Strausberg“ verbunden, der bis zum Ende des Zweiten Weltkrieges bestand.
Angesichts der nach dem Zweiten Weltkrieg immer noch spürbaren Wohnungsnot und nicht zuletzt im Zusammenhang mit den Protesten im Juni 1953 erließ der Ministerrat der DDR am 10. Dezember 1953 die „Verordnung über die weitere Verbesserung der Arbeits- und Lebensbedingungen der Arbeiter und der Rechte der Gewerkschaften“. Sie bildete die gesetzliche Grundlage zur Zulassung der Arbeiterwohnungsbaugenossenschaften als freiwilliger Zusammenschluss von Arbeitern, Angestellten und Angehörigen der Intelligenz zum genossenschaftlichen Bau und Erhalt von Wohnungen.
Der Staat unterstützte die Genossenschaften durch unentgeltliche Bereitstellung von Bauland, Übernahme der Erschließungsarbeiten und zinslose Kredite in Höhe von bis zu 85 % der Baukosten. Am 4. März 1954 verabschiedete der Ministerrat der DDR hierzu die Verordnung über die Finanzierung des Arbeiterwohnungsbaues

 sowie ein Musterstatut für eine Arbeiterwohnungsbaugenossenschaft

In einer Anordnung vom 22. Oktober 1954 wurde Bildung eines speziellen Prüfungsverbandes für Arbeiterwohnungsbaugenossenschaften beschlossen.
In diesem Zusammenhang gründeten 17 Strausberger (Mitarbeitende der Bau-Union-Frankfurt/Oder, des Kreisbaubetriebes Strausberg und des Straßenunterhaltungsbetriebes Strausberg) am 26. August 1954 die Arbeiterwohnungsbaugenossenschaft (AWG) „Aufbau“ Strausberg. Die Eintragung ins Register der Arbeiter-Wohnungsbau-Genossenschaften des Rates des Bezirkes Frankfurt/Oder erfolgte am 8. September 1954 unter der Nummer 514/1954. Heinz Lammel war erster Vorsitzender der Genossenschaft. Ziel war es, mit Eigeninitiative Wohnungen für die Mitglieder und ihre Familien zu schaffen. In der Anfangszeit erfolgte die Finanzierung der Baukosten zu 80 Prozent durch zinslose staatliche Kredite. Nur 20 Prozent der Kosten mussten aus Eigenmitteln erbracht werden. Erforderliche Grundstücke wurden damals den Genossenschaften unentgeltlich zur Verfügung gestellt. Bei Eintritt in die Genossenschaft waren Anteile in Höhe von 2.100 DM sowie Eigenleistungen von Arbeitsstunden zu erbringen. 1959 erschlossen die Gründungsmitglieder und weitere Hinzugekommene ein Waldgelände an der Landhausstraße und gründeten das Wohngebiet Gustav-Kurtze-Promenade, dem heutigen Gustav-Kurtze-Wohnpark.
Die Akzeptanz der Arbeiterwohnungsbaugenossenschaften in Brandenburg war in der Bevölkerung Mitte der 1950er Jahre zunächst noch gering, doch nachdem die Erfolge des Nationalen Aufbauwerks punktuell blieben, wurden bereits zum Ende des Jahrzehnts knapp die Hälfte aller Wohnungen durch Genossenschaften errichtet. Die Genossenschaften wurden zu einem bestimmenden Faktor im Wohnungsbau.
Bereits Ende 1954 begannen am heutigen Fliederweg im Wohngebiet Neue Mühle erste Arbeiten für die Errichtung der vier ersten Reihenhäuser, die im zweiten Halbjahr 1955 eingeweiht wurden.

### 1960 Jahre bis 1990

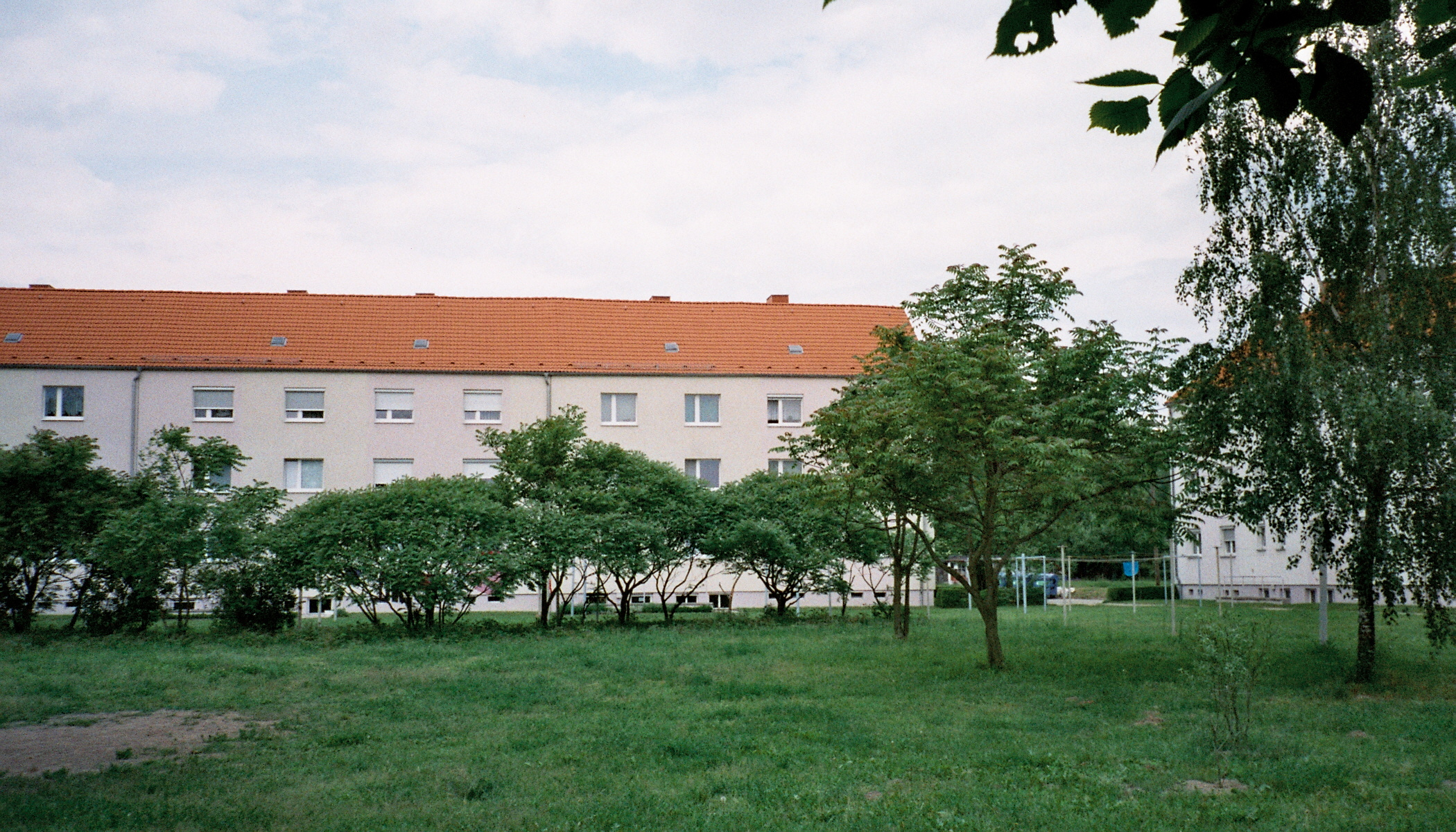
Lindenweg in Hennickendorf im Jahr 2001

1962 war das Jahre mit der bis dahin intensivsten Bautätigkeit. Im Wohngebiet Gustav-Kurtze-Promenade wurden zahlreiche Wohnungen übergeben und die Zahl der Mitglieder wuchs auf 390. 1962/63 kam dann das Wohngebiet im Lindenweg in Hennickendorf hinzu.
Ab 1964 setzte die damalige Planwirtschaft andere Ziele, so dass fast 14 Jahre keine zusätzlichen Wohnungen übergeben werden konnten. Unabhängig davon stieg die Zahl der Mitglieder bis 1970 auf 656, so dass wohnungssuchende Mitglieder nur auf den Wegzug eines anderen Mitgliedes hoffen konnten. Erst nach 1976 kamen mehr als 150 Wohnungen zum Bestand der Wohnungsbaugenossenschaft hinzu. In den Jahren 1979 bis 1981 errichtete die Wohnungsbaugenossenschaft 185 Wohnungen, die erstmals über moderne Fernheizung und Entlüftungssysteme verfügten.
Bis 1990 sind insgesamt 1096 Wohnungen gebaut worden und die Zahl der Mitglieder war auf 1290 angewachsen.

### 1988: Fusion der „GEWOBA Strausberg“ mit der WBG „Aufbau“ Strausberg

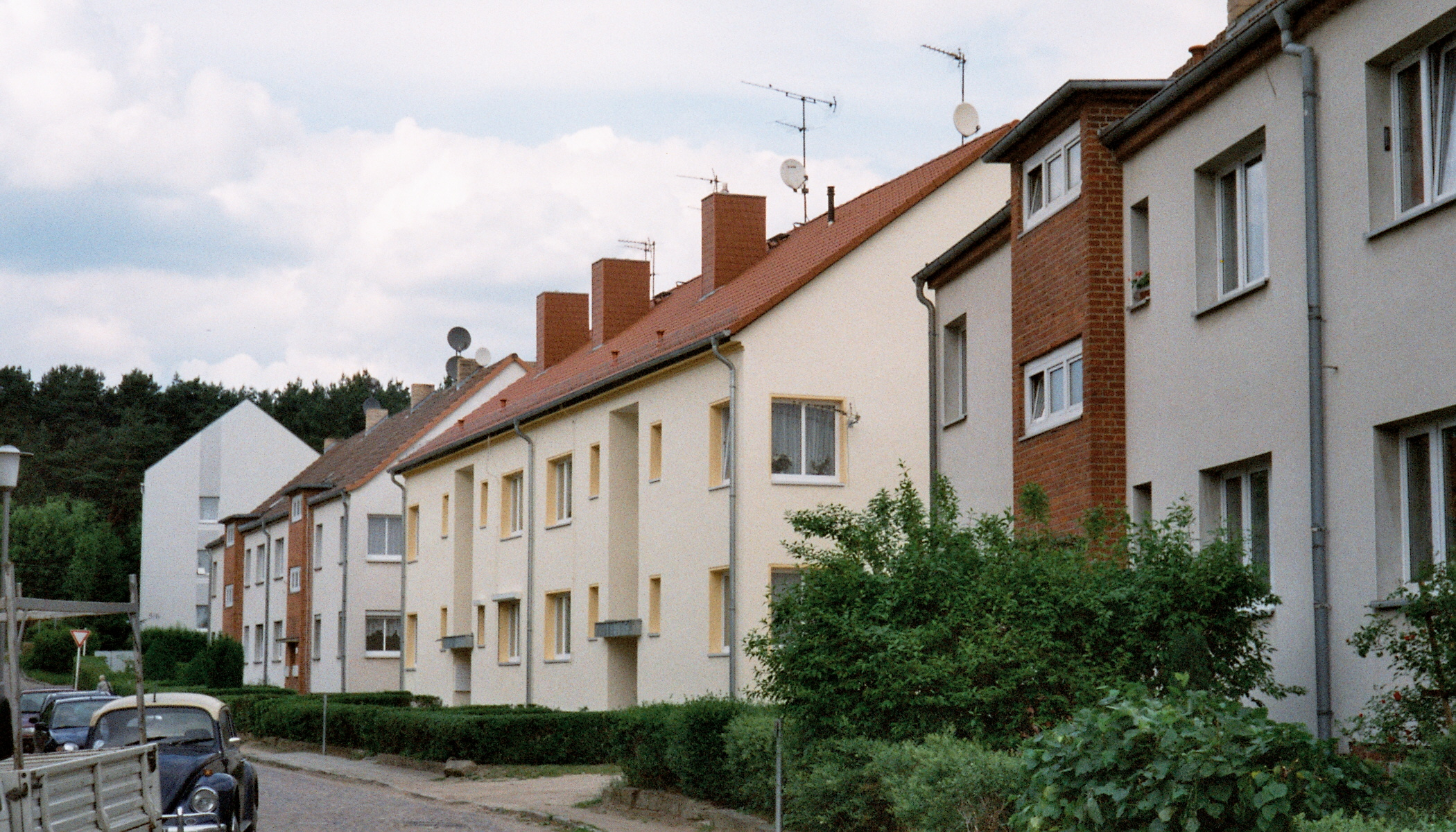
Häuser der ehemaligen „GEWOBA Strausberg“ in der Bruno-Bürgel-Straße im Jahr 2001

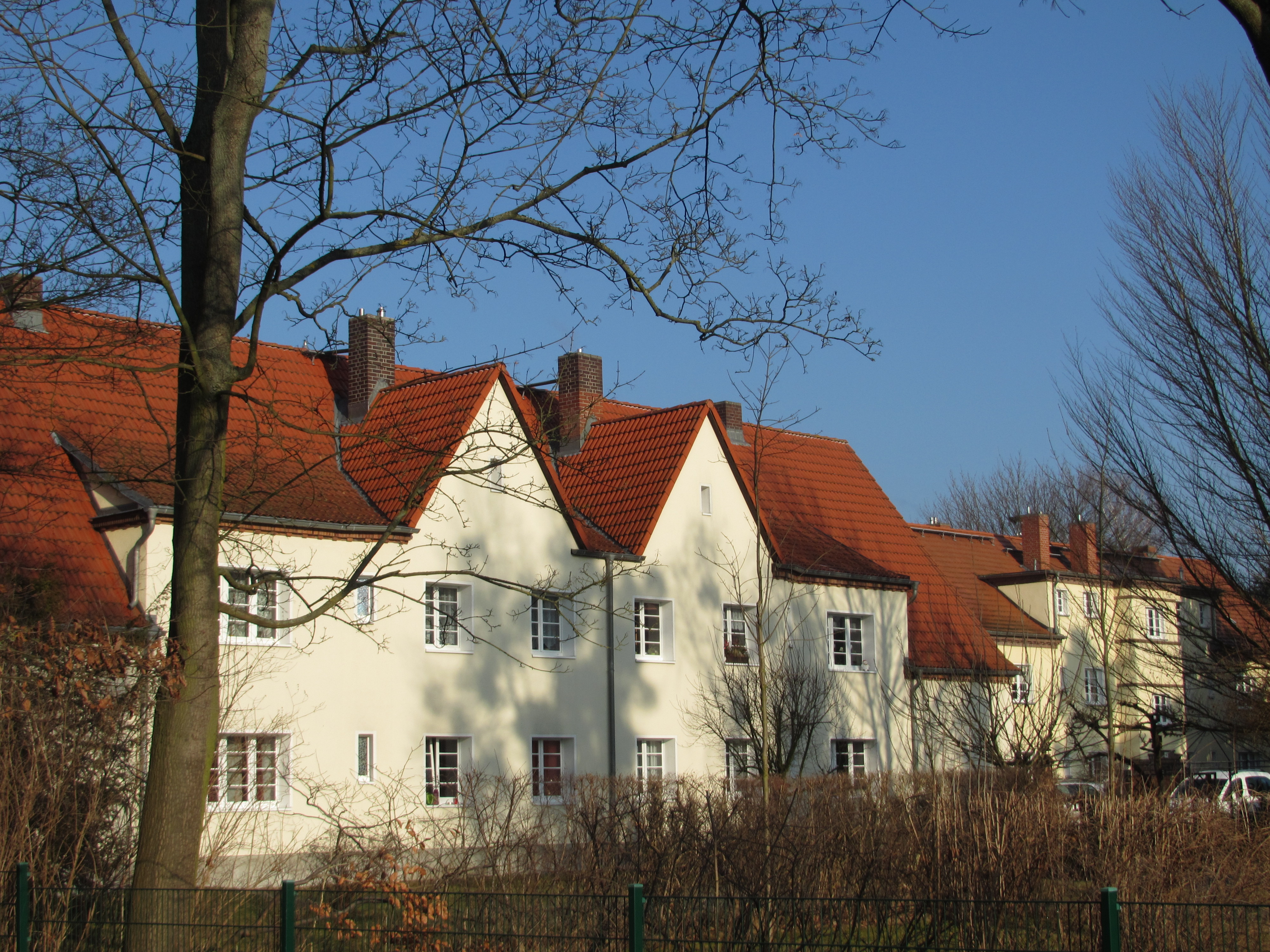
Häuser der ehemaligen „GEWOBA Strausberg“ in der Paul-Singer-Straße im Jahr 2014

Mitte der 70er Jahre forderte die Regierung der DDR landesweit den Zusammenschluss kleinerer Genossenschaften mit Arbeiterwohnungsbaugenossenschaften. Dies betraf auch die „GEWOBA Strausberg“ und die AWG „Aufbau“ Strausberg. Die „GEWOBA Strausberg“ wurde 1912 als „Beamtenwohnungsverein zu Strausberg“ gegründet und trug diesen Namen bis zum Ende des Zweiten Weltkrieges. Zu ihrem Bestand zählten überwiegend Wohnungen aus den Baujahren 1924 bis 1929. GEWOBA-Genossenschaften (die Abkürzung GEWOBA steht für „Gemeinnützige Wohnungsbau-Genossenschaft“) wurden in der Mark Brandenburg von der Märkischen Wohnungsbau GmbH – dem Gegenstück zur Berliner GEHAG – in den 1920er Jahren gegründet.
Auf Grundlage des Beschlusses des Rates des Kreises Strausberg (Ratsbeschluss Nr. 172/18/85) wurden vorbereitende Gespräche zum Zusammenschluss der beiden Genossenschaften geführt. Am 1. Juli 1987 wurde die Fusion der beiden Genossenschaften beschlossen und zum 1. Januar 1988 der Zusammenschluss vollzogen. Der Bestand der Genossenschaft erhöhte sich um 194 Wohnungen. Die Mitarbeiterin der „GEWOBA Strausberg“, Frau Neumann, arbeitet bis zum Eintritt ins Rentenalter in der Genossenschaft. Durch die Fusion mit der „GEWOBA Strausberg“ verfügt die Genossenschaft über eine mehr als 100-jährige Tradition.
Vor der Wende hatte die Genossenschaft insgesamt 1192 Wohnungen.

### 1990 bis heute

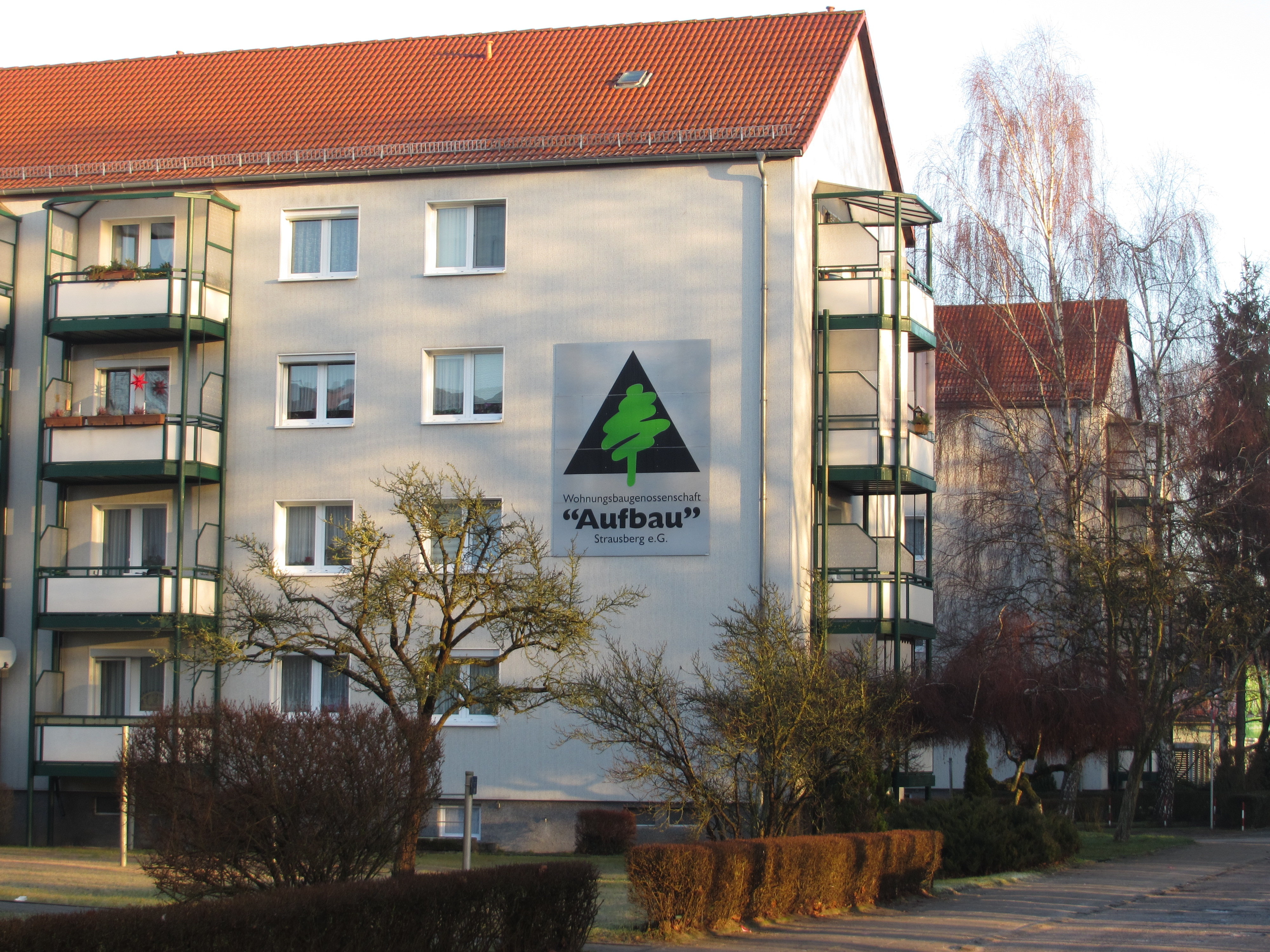
Wärmetechnisch saniertes Mehrfamilienhaus aus den 60er Jahren im Wohngebiet Gustav-Kurtze-Promenade

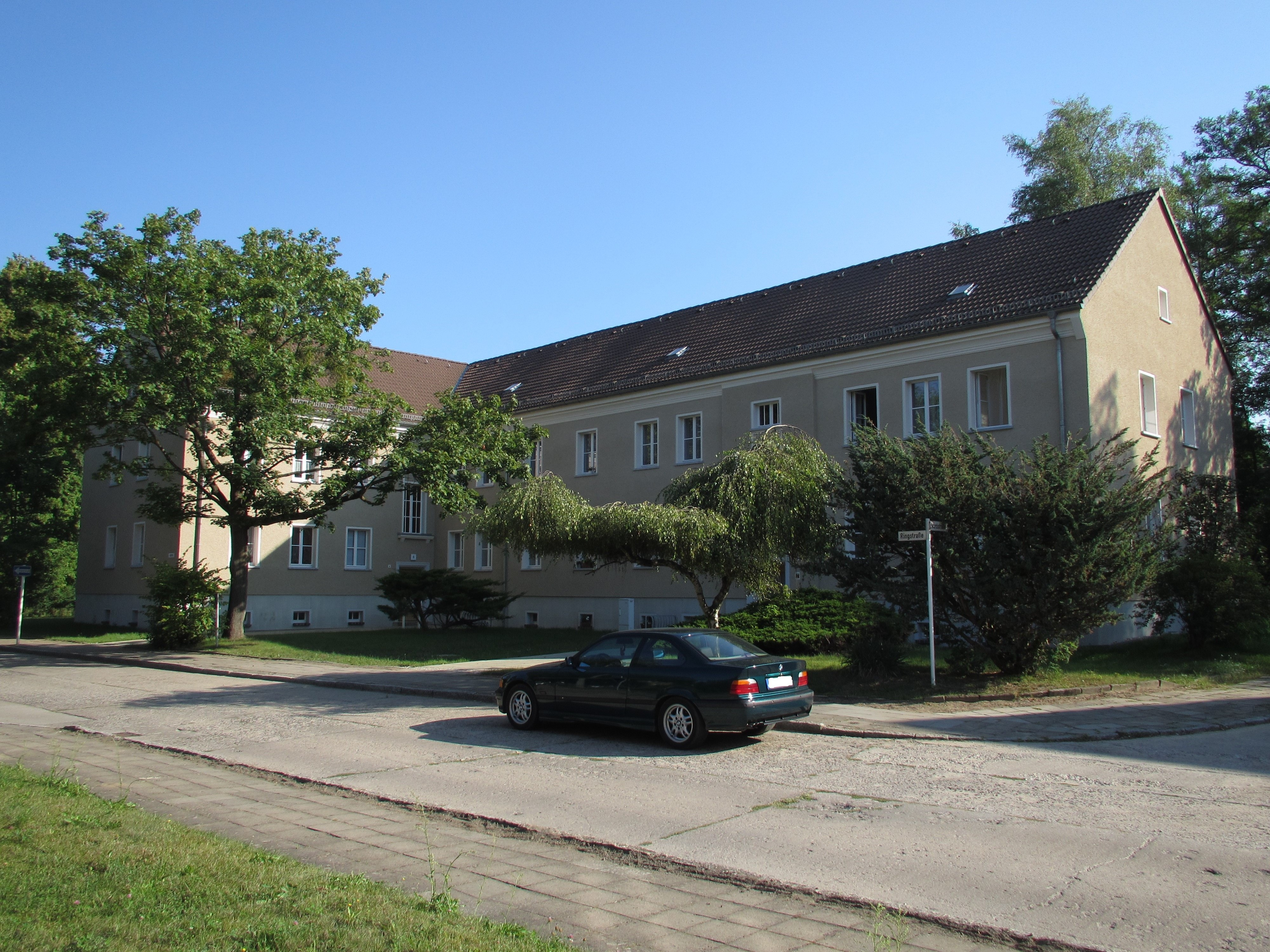
Saniertes Mehrfamilienhaus aus den 1950er Jahren im Wohngebiet Seehaussiedlung (Baudenkmal)

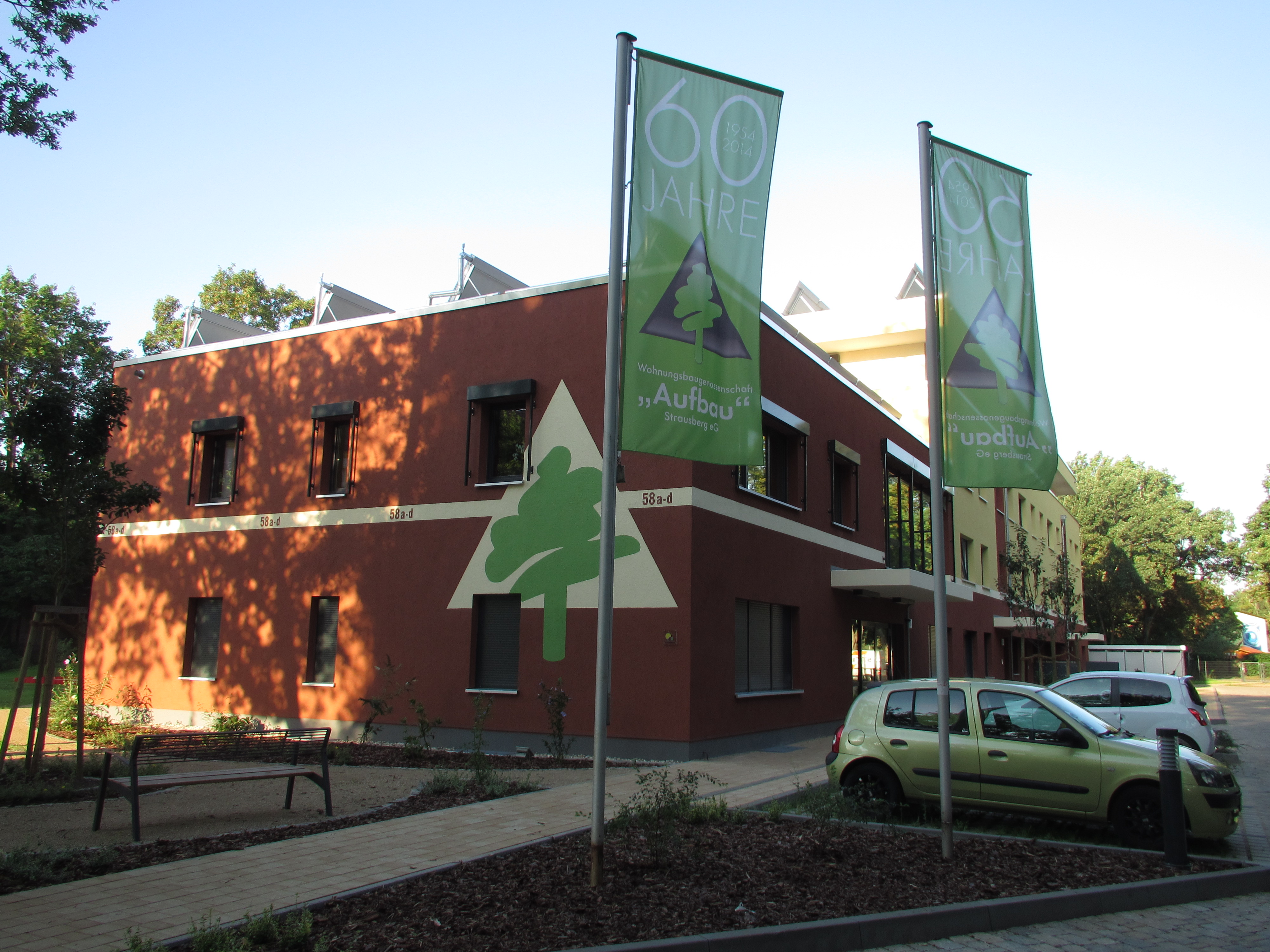
Geschäftsstelle der WBG „Aufbau“ Strausberg eG

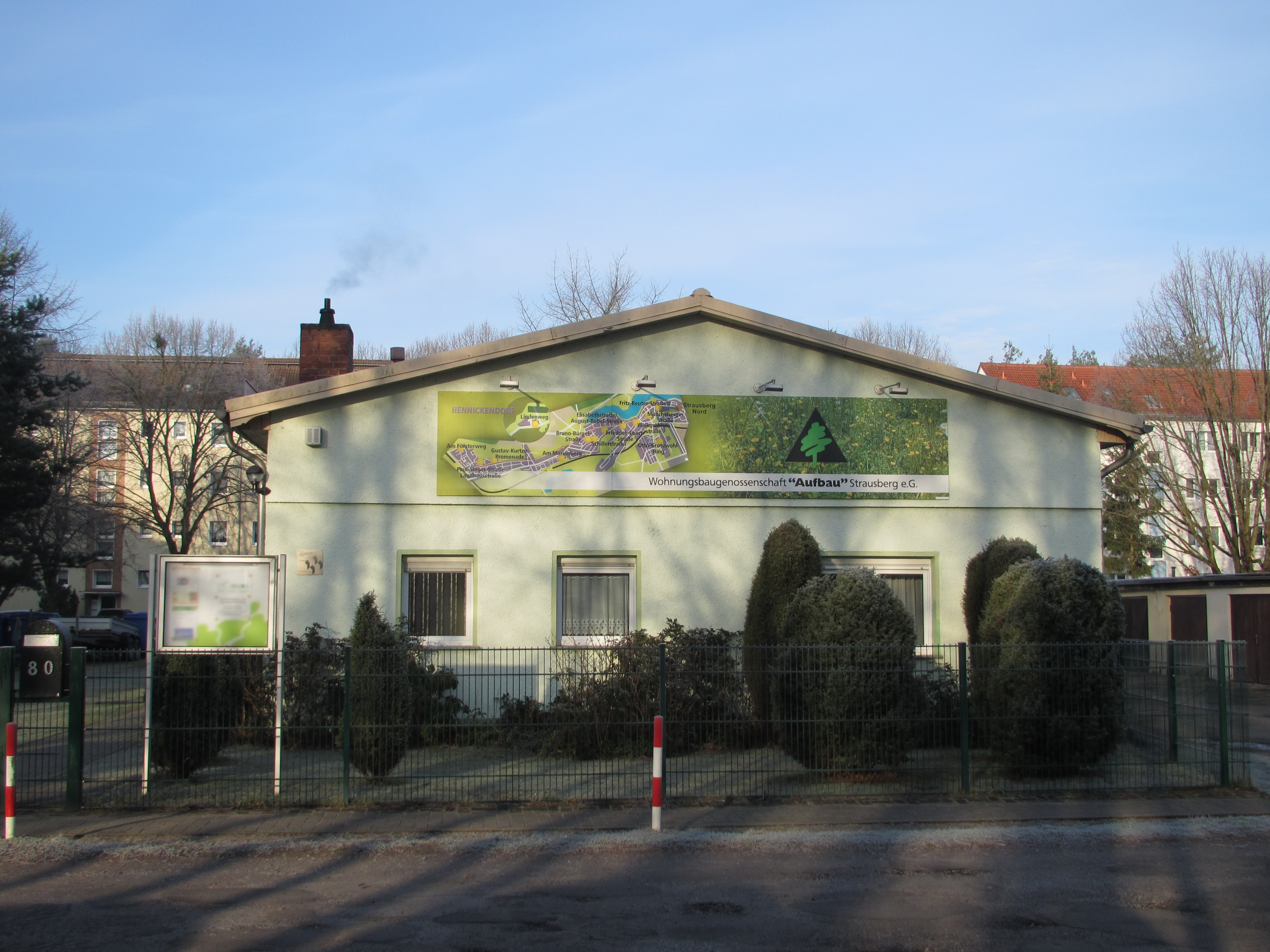
Altes Verwaltungsgebäude der WBG (Gustav-Kurtze-Promenade 80, zurückgebaut)

In den Jahren 1990 und 1991 erfolgte die rechtliche Neuordnung der Genossenschaft sowie der Wechsel des Namens von Arbeiterwohnungsbaugenossenschaft (AWG) „Aufbau“ Strausberg zur Wohnungsbaugenossenschaft (WBG) „Aufbau“ Strausberg eG mit der amtsgerichtlichen Eintragung in das Genossenschaftsregister am 10. August 1991 unter der Nummer GNR100 und einer dem nun geltenden Recht entsprechenden Satzung. Zweck der Genossenschaft ist demnach die Förderung ihrer Mitglieder durch eine gute und sichere Wohnungsversorgung.
Mitte der 1990er Jahre bedrohten Risiken den Bestand der Genossenschaft. Eigentumsfragen und das Problem der Altschulden mussten geklärt werden, um die Existenz dauerhaft zu sichern. Um die über das Altschuldenhilfegesetz gegebene Möglichkeit zur Halbierung der Altschulden nutzen zu können, mussten 15 % der Genossenschaftswohnungen veräußert werden. Durch die Erfüllung dieser Bestimmung verringerte sich bis 1999 der Bestand der Wohnungen auf 1052. Parallel zur Bewältigung des Problems der Altschulden wurden neue Kredite aufgenommen, um notwendige Sanierungen ausführen zu können.
Im Jahr 2000 wurde auf einer Liegenschaft, die bis zur Wende von den Sowjetischen Streitkräften in Deutschland genutzt wurde, ein Haus grundsaniert und unmittelbar daneben ein Neubau errichtet.
2004, im 50. Jahr ihres Bestehens, nutzte die Genossenschaft die Möglichkeit, den Wohnungsbestand mit dem Kauf des zusammenhängenden „Wohngebietes Nord 1“ um 319 Wohnungen zu vergrößern und damit auch das Spektrum des Wohnungsangebotes für die Mitglieder zu erweitern. Dieses neu hinzugekommene Wohngebiet ist in den 1950er Jahren für die NVA errichtet worden und trägt nun wieder seinen ursprünglich geplanten Namen „Seehaus-Siedlung“. Das Wohngebiet ist ein Flächendenkmal. Nach jahrelangen Bemühungen gelang es 2011 einen Konsens mit der Denkmalschutzbehörde zur energetischen Komplettsanierung zu finden. Die seit 2013 laufende denkmalgerechte und gleichzeitig energetische Sanierung findet die ausdrückliche Anerkennung der Bürgermeisterin der Stadt Strausberg und wird nach aktueller Planung insgesamt mehr als 6 Millionen Euro kosten.
2014, im 60. Jahr des Bestehens der Genossenschaft baute diese ein neues Wohn- und Geschäftshaus (neuer Sitz der Verwaltung) als Sonnenhaus (mehr als 50 % solare Deckung – Deckungsgrad des Warmwasser- und Heizwärmebedarfs). Die Einweihung des Sonnenhauses fand regionale Beachtung. Die Generalplanung des Sonnenhauses erfolgte durch die Agora+ Projektentwicklungsgesellschaft mbH unter Leitung von Mathias Tietze.

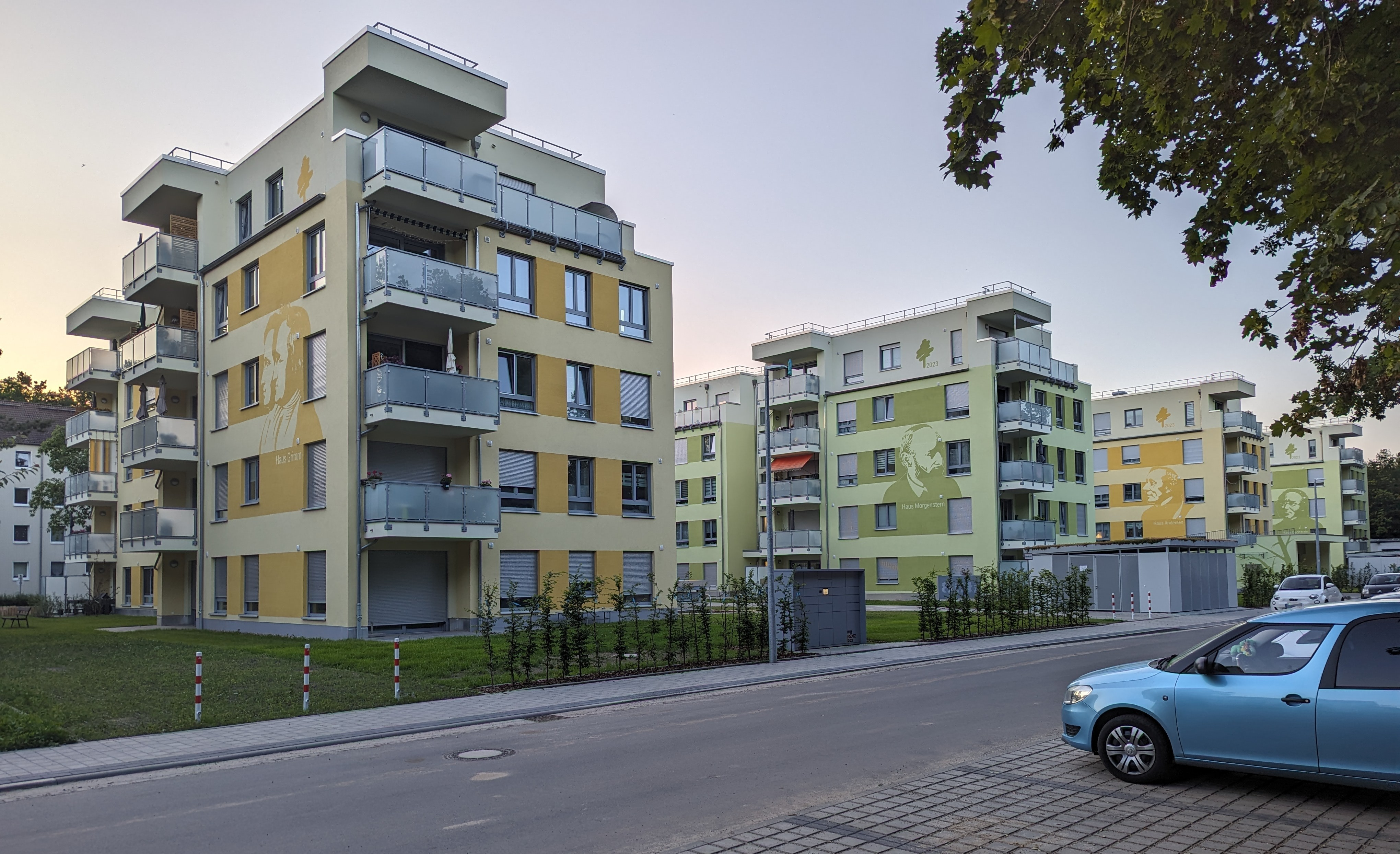
Quartier am Märchenwald (2024 nach der Fertigstellung der Außenanlagen)

2023 wurde in Strausberg Vorstadt das „Quartier am Märchenwald“ fertiggestellt. Das Quartier umfasst vier energieeffiziente Neubauten („Stadtvillen“) mit 77 Wohnungen und einer Gewerbeeinheit. Für das Ensemble erhielt die Genossenschaft den Preis des Klimabündnis Stadtentwicklung Brandenburg im Landeswettbewerb „Vision CO2-neutrales Quartier“: „Quartier am Märchenwald: ein CO2-neutrales Zukunftsmodell“ in Strausberg.

### 2018: Verschmelzung mit der Waldfriedener Wohnungsgenossenschaft eG Bernau (GEWAWO)

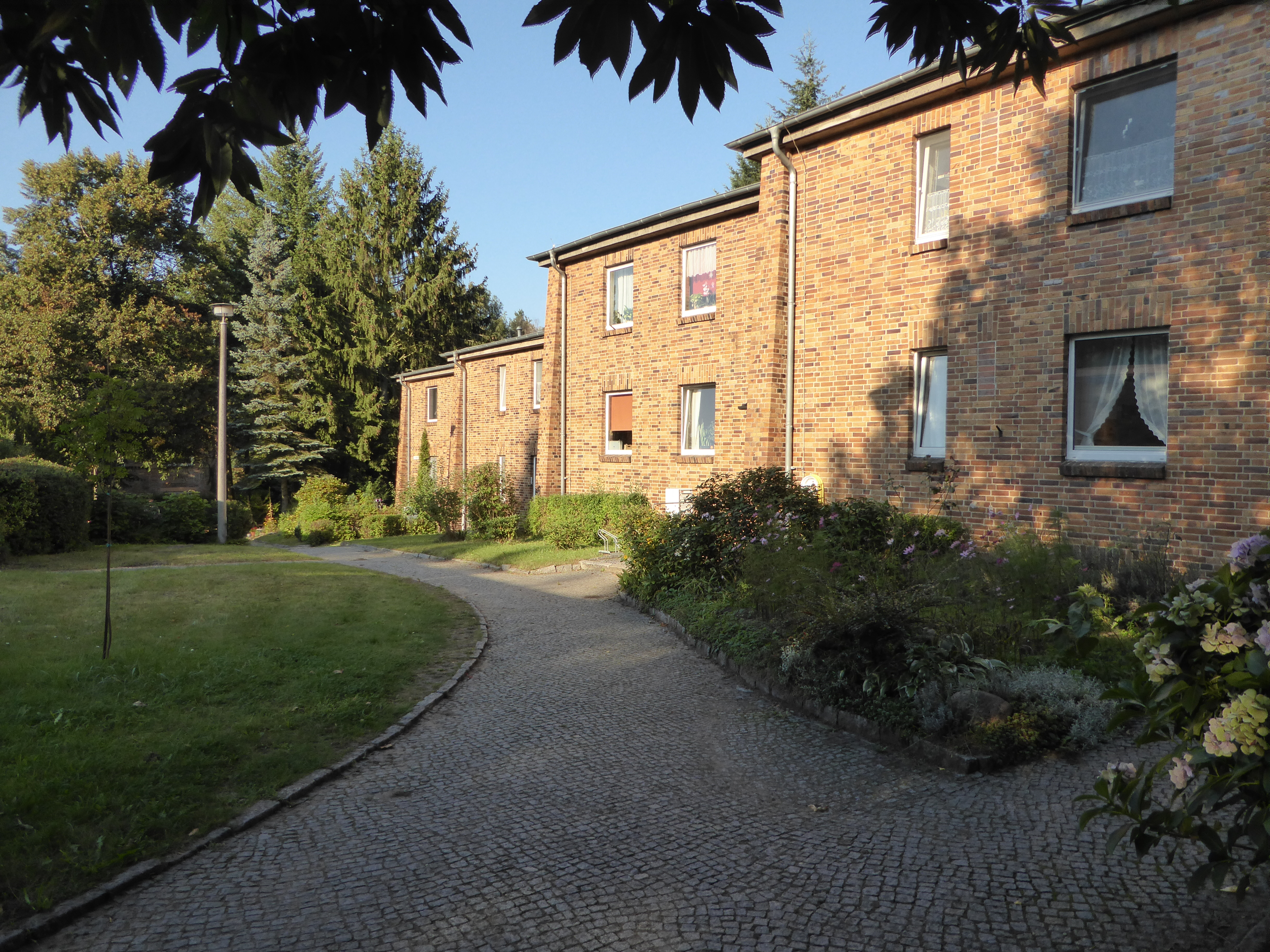
Wohngebiet Bernau 2016. Vor der Verschmelzung zum 1. Januar 2018 bildete das Wohngebiet die Waldfriedener Wohnungsgenossenschaft eG Bernau (GEWAWO)

2016 hatte die WBG „Aufbau“ befristet die Verwaltung der 112 Wohnungen der Waldfriedener Wohnungsgenossenschaft eG Bernau (GEWAWO) übernommen. (GEWAWO: Die Abkürzung bezieht sich auf den früheren Namen der Genossenschaft „Gemeinnützige Waldfriedener Wohnungsgenossenschaft“.)
Zum 1. Januar 2018 verschmolzen beide Genossenschaften.

#### Geschichte der GEWAWO

##### Bundesschule des Allgemeinen Deutschen Gewerkschaftsbundes
Die Geschichte der GEWAWO ist unmittelbar mit der ehemaligen Bundesschule des Allgemeinen Deutschen Gewerkschaftsbundes verbunden. Diese ist ein Komplex von Lehr- und Verwaltungsgebäuden im Norden von Bernau bei Berlin im Stadtteil Bernau-Waldfrieden. Der Komplex wurde vom Architekten Hannes Meyer mit Hans Wittwer und Studenten des Bauhauses entworfen und zwischen 1928 und 1930 erbaut. Nach der Einweihung im Mai 1930 wurde die Bundesschule zur Aus- und Weiterbildung von Gewerkschaftsfunktionären des Allgemeinen Deutschen Gewerkschaftsbundes (ADGB) genutzt. Im Mai 1933 wurde die Gewerkschaftsschule durch die Sturmabteilung (SA) besetzt und später in eine Reichsschule der Nationalsozialistischen Deutschen Arbeiterpartei (NSDAP) sowie der Deutschen Arbeitsfront (DAF) umgewandelt.
Nach dem Kriegsende dienten die Gebäude ab dem Frühjahr 1945 der Roten Armee als Lazarett, bis die Sowjetische Militäradministration sie 1946 dem Bundesvorstand des Freien Deutschen Gewerkschaftsbundes (FDGB) übergab. Ab 1947 bis 1990 nutzte der FDGB die Schule, die 1951 in Gewerkschaftshochschule „Fritz Heckert“ umbenannt wurde. Von 1991 bis 1998 wurde das Ensemble als Fachhochschule für öffentliche Verwaltung genutzt.
Seit dem Ende der 1990er Jahre befindet sich auf dem Gelände das sanierte Baudenkmal Bundesschule des ADGB, das Barnim-Gymnasium, das Oberstufenzentrum I des Landkreises Barnim und Teile von Behörden des Landes Brandenburg.
Seit 1977 steht der Komplex unter Denkmalschutz und wurde 2017 zum Weltkulturerbe der UNESCO erklärt.

##### Lehrersiedlung
In unmittelbarer Nachbarschaft zur Bundesschule befindet sich ein Komplex von Gebäuden: die Lehrersiedlung der Gewerkschaftshochschule „Fritz Heckert“. Auf dem etwa 40.000 m² großem Gelände entstanden insgesamt 14 Häuser mit 112 Wohnungen, die in vier Bauphasen errichtet wurden:
- 1949: Gebäude in einem Stil, der dem Bauhausstil der Gebäude der benachbarten Gewerkschaftsschule angelehnt ist
- 1960: Vier-Raum-Wohnungen
- 1970er Jahre: Gebäude mit Satteldach
- 1983: Gebäude im Bungalowstil

1990 gründete sich ein Mieterverein aus dem im gleichen Jahr die Genossenschaft GEWAWO eG. Bernau ohne Eigentum an Gebäuden bzw. Grund und Boden hervorging. Diese Mietergenossenschaft wurde gegründet, um die Geschicke der Wohnungsverwaltung in die eigenen Hände zu nehmen.
Das Hochschulgelände und die Gebäude der Gewerkschaftsschule einschließlich der Gebäude der Lehrersiedlung, gingen nach der Wende in Treuhandvermögen über. Die Verwaltung der Wohnungen der Lehrersiedlung erfolgte bis 1996 durch die städtische Wohnungs- und Baugesellschaft mbH Bernau.
1996 wurde auf Beschluss der Stadtverordnetenversammlung zwischen GEWAWO und der Stadt Bernau ein Erbbaurechtsvertrag geschlossen. Die Häuser wurden an die GEWAWO verkauft. 
Da die GEWAWO sehr klein war, gab es von Anfang an Bestrebungen, mit einer anderen Genossenschaft zu fusionieren, um wirtschaftlich arbeiten zu können. Diese Bestrebungen blieben lange ohne Erfolg. 2015 kumulierten die Herausforderungen (Altanschließerbeiträge, Fälligkeiten von Krediten u. a.), so dass die GEWAWO bei der DOMUS AG, einer Tochtergesellschaft des BBU und Dienstleister in den Bereichen Wirtschaftsprüfung, Steuer- und Unternehmensberatung, um Unterstützung bat. Ab 1. Juli 2016 erfolgte die zeitlich befristete Fremdverwaltung auch mit Unterstützung der WBG „Aufbau“.

#### Verschmelzungsprozess
Die räumliche Nähe zwischen GEWAWO und der WBG „Aufbau“ war einer der wesentlichen Gründe, über eine Verschmelzung der beiden Genossenschaften nachzudenken. Mit entsprechenden Beschlüssen begann ab Ende 2017 der Prozess der Verschmelzung unter Begleitung des Verbandes BBU mit seinen Töchtern DOMUS Recht und DOMUS Steuerberatungsgesellschaft sowie der Wirtschaftsprüfung. Die Mitglieder beider Genossenschaften wurden dabei frühzeitig informiert. Die Mitgliederversammlung der GEWAWO und die Vertreterversammlung der WBG „Aufbau“ fassten Anfang Juni 2018 die für die Verschmelzung notwendigen Beschlüsse zur Verschmelzung. So konnten die Geschäftsguthaben der GEWAWO-Mitglieder gesichert werden und die WBG „Aufbau“ ihren Bestand mit den 112 Wohnungen erweitern, ohne zukaufen zu müssen. Die Eintragung der Verschmelzung im Genossenschaftsregister erfolgte am 31. Juli 2018. Damit fand die rückwirkende Verschmelzung zum 1. Januar 2018 ihren Abschluss. Die Mitgliederzahl der WBG „Aufbau“ erhöhte sich damit von 1875 auf 2043.

## Organisation der Genossenschaft
Vorsitzender des Aufsichtsrates ist Ernst Czerny. Mitglieder des Vorstandes der Wohnungsbaugenossenschaft „Aufbau“ Strausberg sind Carsta Göring und Frank Wessel. Die Geschäftsstelle der Genossenschaft befindet sich in der Gustav-Kurtze-Promenade in Strausberg.
Die Genossenschaft beschäftigt 14 Mitarbeiter (Stand: 11. August 2014) und eine Auszubildende.
Die Wohnungsbaugenossenschaft „Aufbau“ Strausberg ist Mitglied im Verein Nord-Ost Brandenburger Genossenschaften (VNOB), sowie im BBU Verband Berlin-Brandenburgischer Wohnungsunternehmen.
Etwa zwei Mal im Jahr gibt die Genossenschaft die Mitgliederzeitung Aufbau – Mitgliederinformation heraus. Die erste Ausgabe erschien Anfang 1997.

## Lokale Kooperation
Die Wohnungsbaugenossenschaft „Aufbau“ Strausberg kooperiert seit vielen Jahren mit der benachbarten „Schule mit dem sonderpädagogischen Förderschwerpunkt Lernen ‚Clara Zetkin‘ Strausberg“ im Bereich „lebensnaher Unterricht“ sowie Hauswirtschaft.
Die Ortsgruppe Strausberg „Alte Vorstadt“ der Volkssolidarität kann zu Sondermietkonditionen Räumlichkeiten der WBG „Aufbau“ Strausberg für den „Promenadentreff“ (von 2016 bis 2020 sowie ab 2023) nutzen.

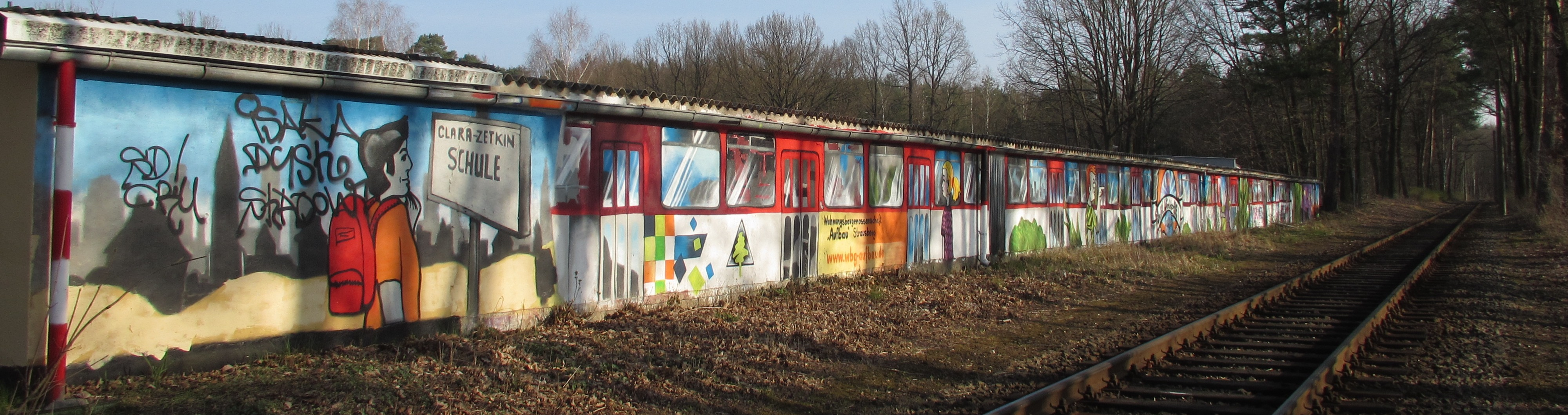
Gemeinschaftsprojekt „Garagen-Graffiti“ – „Clara Zetkin“ Schule und WBG „Aufbau“ eG

## Auszeichnungen

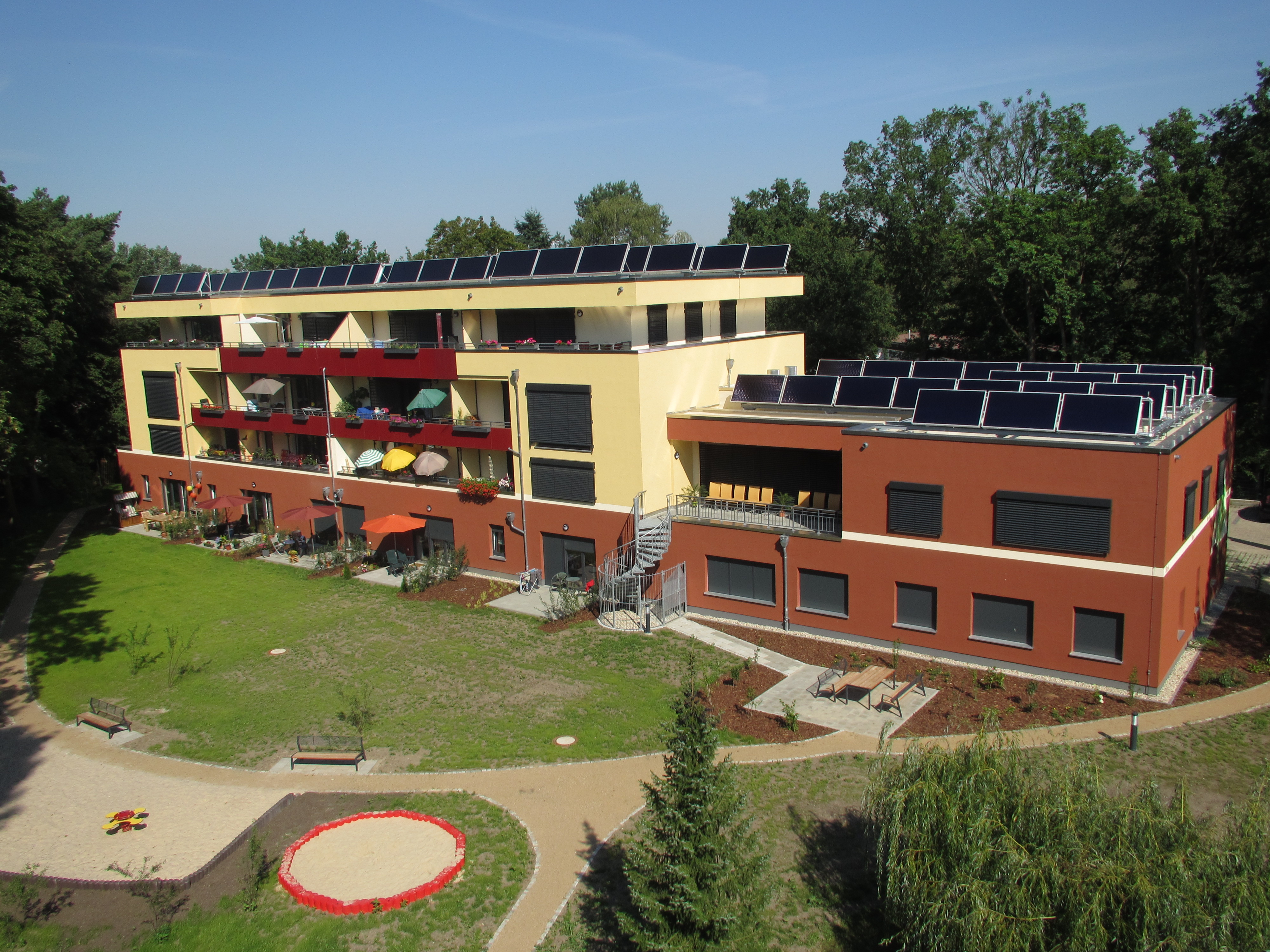
Sonnenhaus: Wohn- und Geschäftshaus der WBG „Aufbau“ Strausberg – erbaut 2014

- März 2010: Qualitätssiegel „Gewohnt gut – fit für die Zukunft“ des BBU Verband Berlin-Brandenburgischer Wohnungsunternehmen für das Projekt Generationenwohnen in der Müncheberger Straße[87][88]
- Mai 2015: Qualitätssiegel „Gewohnt gut – fit für die Zukunft“ des BBU Verband Berlin-Brandenburgischer Wohnungsunternehmen für „das bislang größte Sonnenhaus Deutschlands“.[89]
- Juni 2016: Urkunde für besonderes Engagement in der Zusammenarbeit von Schule und Wirtschaft „Unternehmen mit ausgezeichneter Berufs- und Studienorientierung“ der IHK Ostbrandenburg und des Netzwerk Zukunft. Schule und Wirtschaft für Brandenburg[90][91]
- März 2018: 1. Platz des BBU-ZukunftsAwards 2018 – Kategorie Genossenschaften für die Kooperation der Wohnungsbaugenossenschaft „Aufbau“ Strausberg eG mit der in unmittelbaren Nachbarschaft eines Wohngebiets liegenden Förderschule "Clara Zetkin" in Strausberg, von der Genossenschaftsmitglieder, Schüler und Nachbarschaftsbeziehungen vorbildlich profitieren.[92]
- August 2022: Qualitätssiegel „Gewohnt gut – fit für die Zukunft“ des BBU Verband Berlin-Brandenburgischer Wohnungsunternehmen für die umfassenden Sanierung von 228 Wohnungen im Flächendenkmal „Seehaus-Siedlung“ in Strausberg[93]
- Februar 2023: Preis des Klimabündnis Stadtentwicklung Brandenburg im Landeswettbewerb „Vision CO2-neutrales Quartier“: „Quartier am Märchenwald: ein CO2-neutrales Zukunftsmodell“ in Strausberg[67][68]

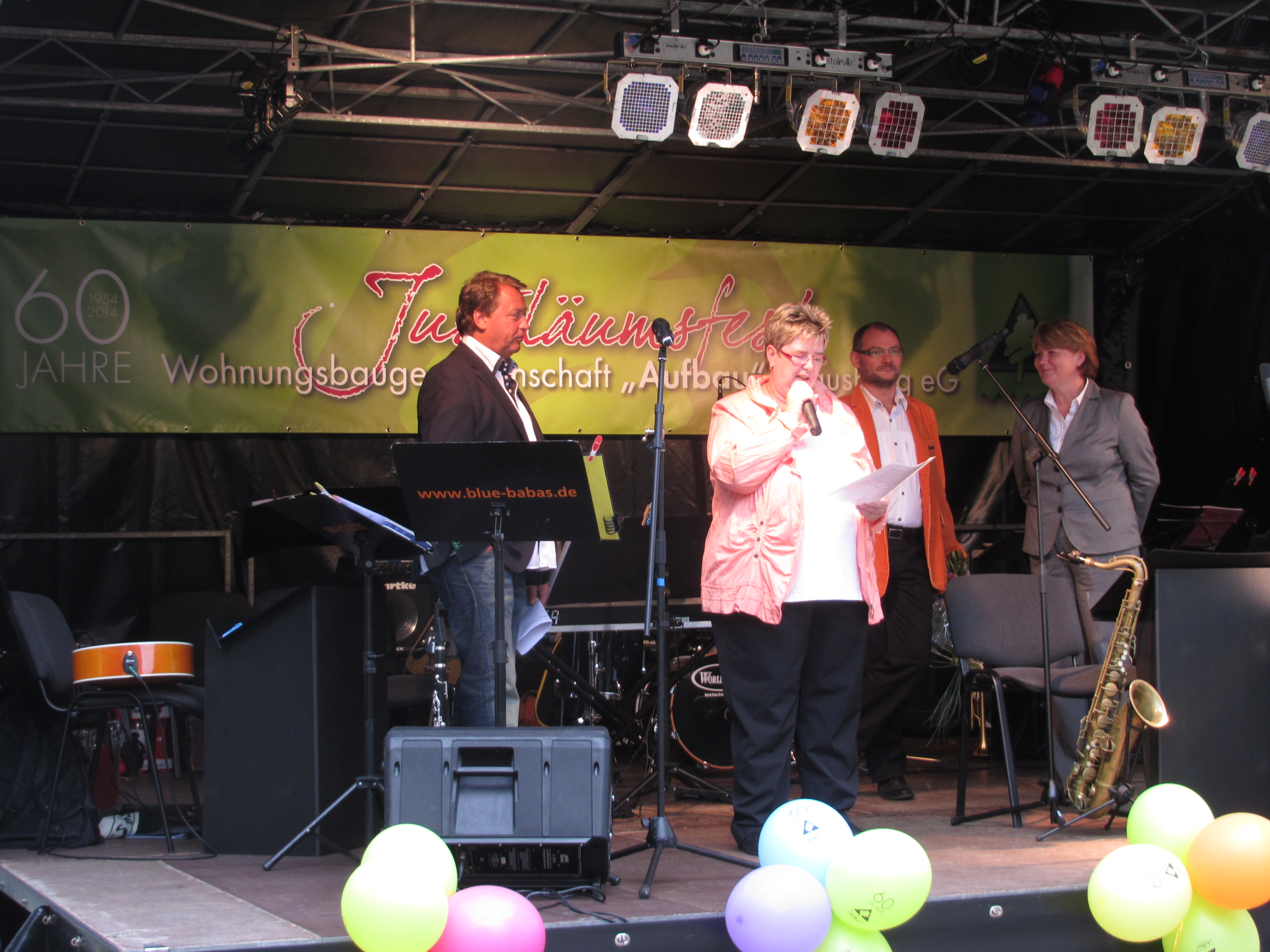
60 Jahre WBG „Aufbau“ Strausberg eG
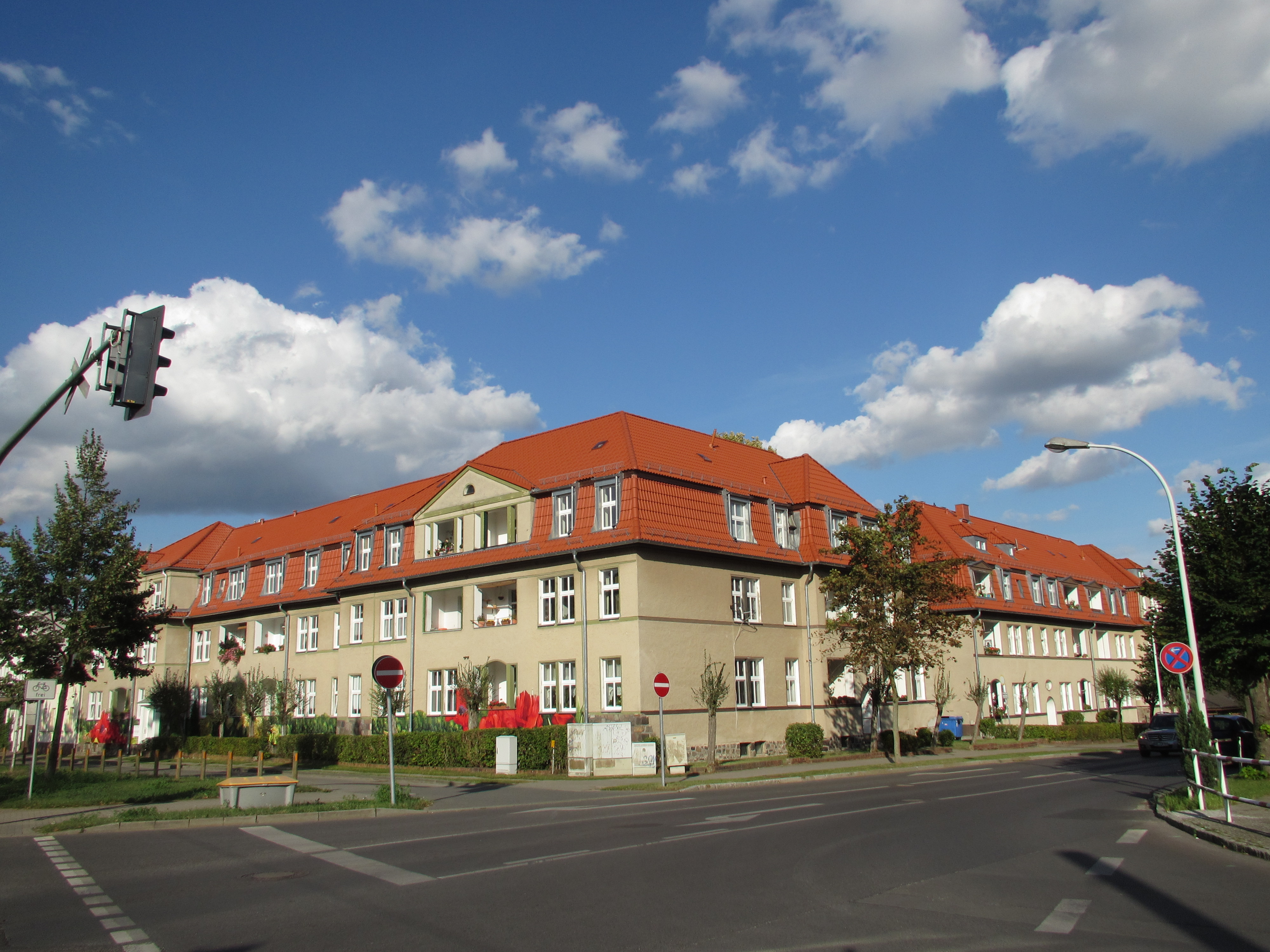
Elisabethstraße
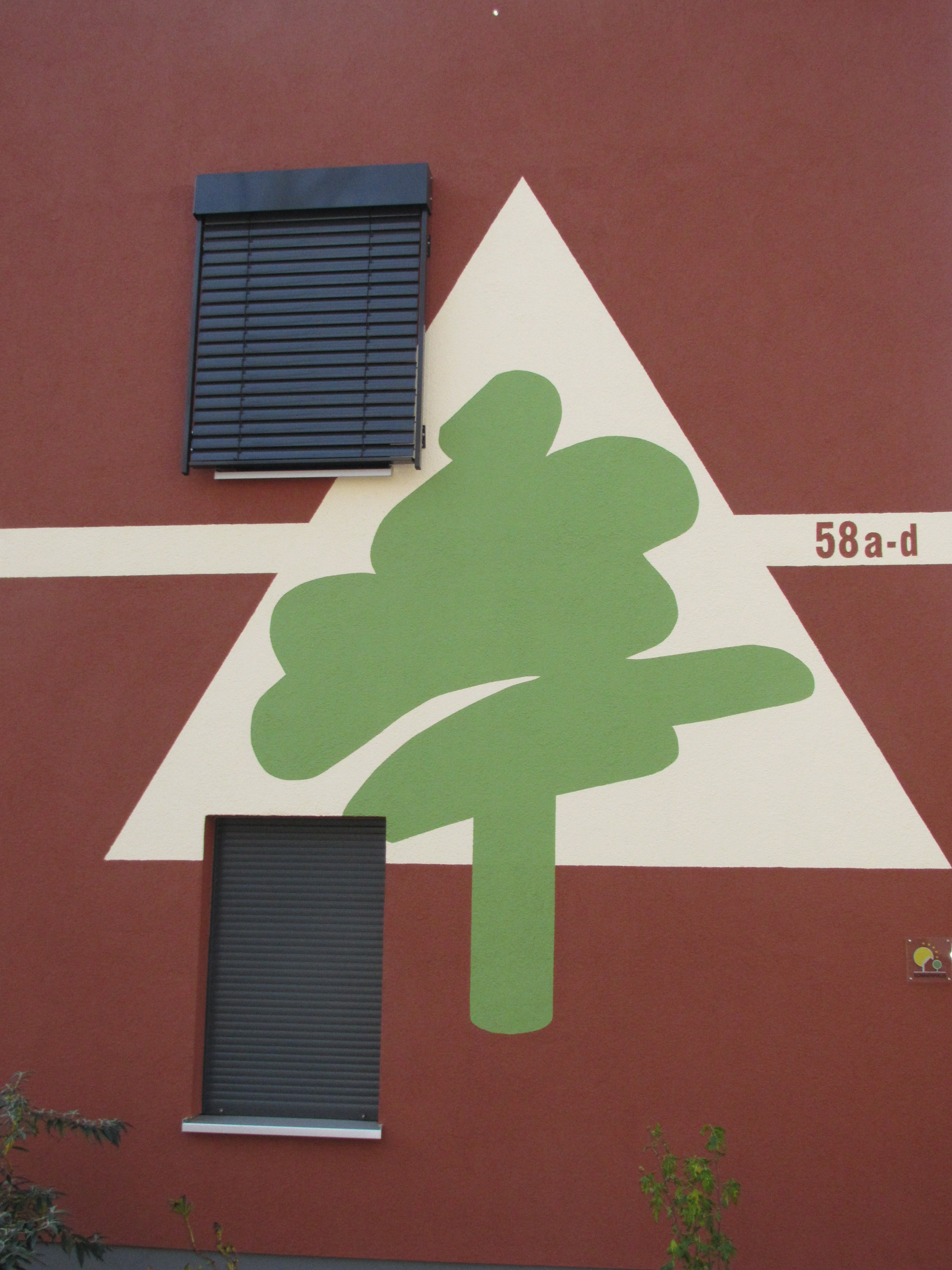
Logo der „Aufbau“